# Governo della Romania
Il Governo della Romania (in lingua rumena: Guvernul României) è l'organo titolare del potere esecutivo in Romania, che è condiviso con la figura del Presidente della Romania. Ha anche diritto all'iniziativa legislativa. Le sue funzioni sono regolate dal Capitolo III del Titolo III della Costituzione della Romania e dalla Legge 90 del 26 marzo 2001. 
È composto dal Primo ministro, dai ministri e da altri membri. In suo subordine si trovano diversi organi e agenzie, nonché le 42 prefetture distrettuali che rappresentano il Governo nel territorio. 
Ha sede nel Palazzo Victoria a Bucarest. 
L'attuale governo in carica, dal 23 giugno 2025, è guidato dal Primo ministro Ilie Bolojan.

## Storia

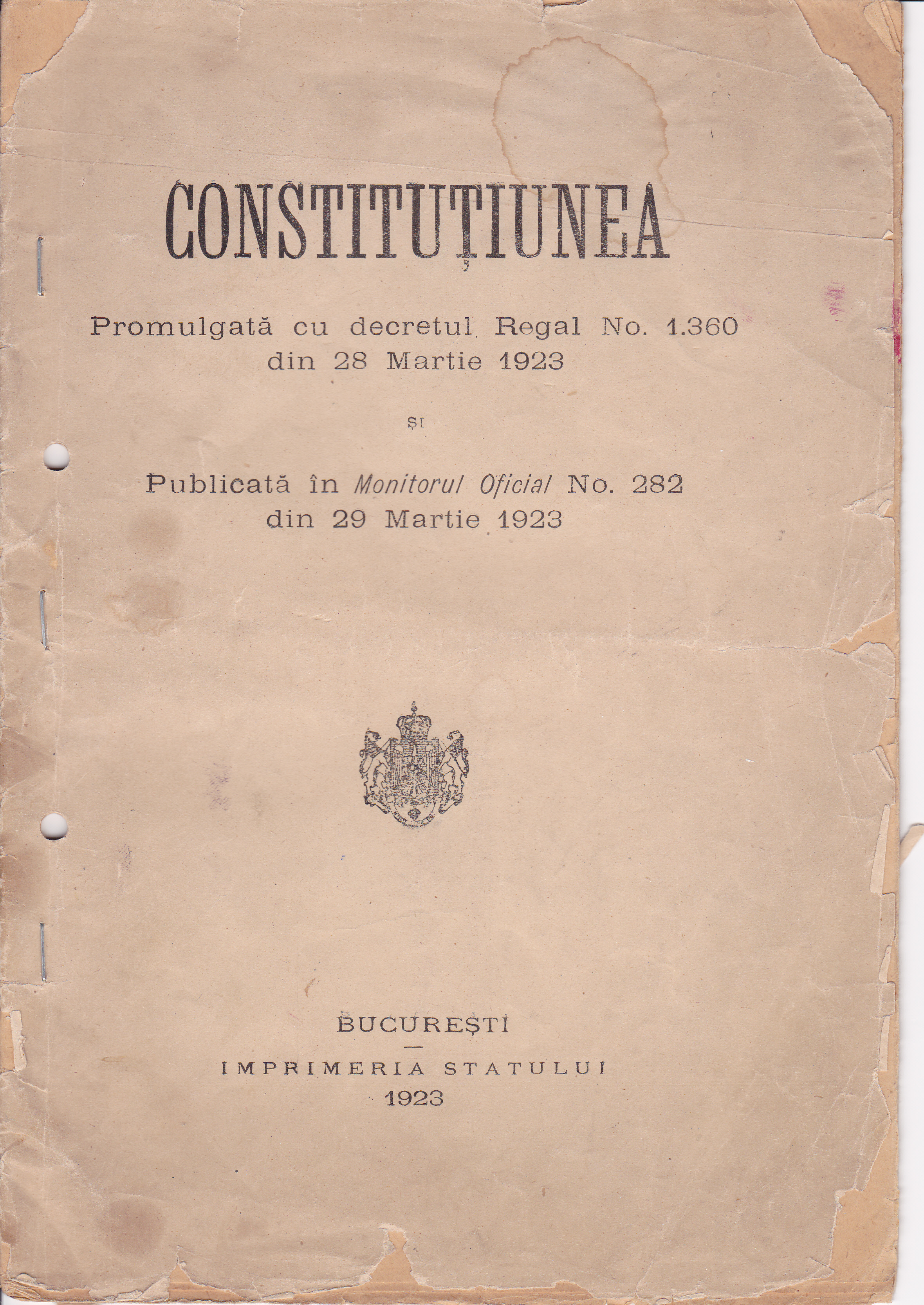
Il frontespizio della Costituzione della Romania del 1923.

La prima forma embrionale di Governo in senso moderno nel territorio rumeno apparve nei principati di Valacchia e Moldavia, che tra il 1831 e il 1832 adottarono un documento dal valore costituzionale, il Regolamento organico (Regulament organic), che decretava l'istituzione di un corpo di ministri che rispondevano direttamente al principe.
Le due entità statali rimasero separate ed ebbero ognuna un proprio governo fino al 1862, quando le rispettive strutture istituzionali furono unificate. La Costituzione del 1866 accrebbe i poteri dell'assemblea parlamentare rispetto a quelli del monarca, riconoscendo alle due camere la possibilità di realizzare delle commissioni d'inchiesta e proporre la sfiducia dei ministri, introducendo il concetto di controllo sull'operato del Governo da parte del Parlamento. I ministri, quindi dovevano beneficiare del supporto tanto del Parlamento quanto del principe, da cui erano nominati e revocati e cui rispondevano personalmente.
Nel 1881 il principato si trasformò in un regno. La Costituzione del 1923 introdusse un nuovo assunto: il potere esecutivo era rappresentato dalla persona inviolabile del re, che lo esercitava per mezzo del Governo. Il sovrano aveva il diritto di nominare e revocare direttamente il primo ministro, che era incaricato di formare il Consiglio dei ministri. Ogni ministro, tramite lo strumento della controfirma, era responsabile per gli atti disposti del monarca. Nel 1938 il re Carlo II varò una nuova Costituzione, che accrebbe i poteri del sovrano sottraendoli al Parlamento. La dittatura "reale" perdurò fino all'abdicazione del sovrano nel 1940. La reggenza fu assunta da Ion Antonescu, presidente del Consiglio dei ministri, che sospese la Costituzione e godette di pieni poteri. Il regime dittatoriale di Antonescu fu sovvertito dal colpo di stato del 23 agosto 1944 di Michele I. Seguì l'instaurazione di un Governo provvisorio, che riportò in vigore la Costituzione del 1923 con alcune riserve. Pur mantenendo il sistema monarchico, il Consiglio dei ministri fu trasformato nell'organo supremo dello Stato, che concentrava in sé tutti i poteri.
L'emergere dell'influenza del Partito Comunista Rumeno il 30 dicembre 1947 spinse il monarca ad abdicare, mentre nella stessa giornata fu proclamata la fondazione della Repubblica Popolare di Romania. In epoca comunista il Consiglio dei ministri era nominato e controllato dal Parlamento monocamerale della repubblica, la Grande Assemblea Nazionale. Le istituzioni furono un mezzo d'espressione per il Partito Comunista Rumeno fino alla rivoluzione del 1989, che rovesciò il regime di Nicolae Ceaușescu e avviò le riforme democratiche.
Nel 1989 l'organo di potere provvisorio, il Consiglio del Fronte di Salvezza Nazionale, emanò diversi atti semicostituzionali e si arrogò il diritto di nominare e approvare il Governo. In seguito alle elezioni del 1990 Petre Roman presiedette il primo Governo dell'era democratica, che fu designato dal Presidente provvisorio della Romania e approvato dal voto dall'assemblea costituente. Le previsioni riguardanti la nomina e l'investitura parlamentare furono riprese anche dalla Costituzione del 1991.
La Legge 37 del 1990 ridefinì il Governo come «l'organo centrale del potere esecutivo che esercita la pubblica amministrazione in tutto il territorio nazionale». Nei decenni successivi all'entrata in vigore del nuovo testo costituzionale, la condivisione di parte del potere esecutivo con il Presidente della Romania, però, fu fonte di diversi conflitti tra i primi ministri e i capi di Stato, che ebbero ripercussioni sull'efficienza delle istituzioni. Un ulteriore fenomeno sviluppatosi in era democratica fu quello della decentralizzazione, con il trasferimento di attribuzioni e risorse alle autorità locali o ad altre agenzie governative. Dopo il 2000 furono create non meno di trenta nuove agenzie in subordine ai ministeri.

## Descrizione

### Funzioni
(Art. 102 della Costituzione della Romania)
Il ruolo del Governo è quello di assicurare il funzionamento e lo sviluppo del sistema economico e sociale dello Stato. Il gabinetto agisce per la realizzazione del programma di Governo presentato alle camere e approvato dal Parlamento. Il programma di Governo è il documento che definisce gli obiettivi che l'esecutivo si propone di realizzare nel corso del mandato. In base a quanto previsto dalla Legge 90 del 26 marzo 2001 il Governo svolge cinque funzioni:
- Strategica, con cui mette a punto la strategia di applicazione del programma di Governo.
- Regolamentativa, con cui assicura l'elaborazione del quadro normativo per la realizzazione degli obiettivi strategici.
- Amministrativa, con cui gestisce la proprietà pubblica e privata dello Stato e i servizi di cui è responsabile.
- Rappresentativa, con cui assicura, in nome dello Stato rumeno, la rappresentanza sul piano interno ed esterno.
- Di autorità, con cui assicura il controllo dell'applicazione dei regolamenti nel campo della difesa, dell'ordine pubblico, dell'economia e della società e la verifica del funzionamento degli organi statali in subordine al Governo.

Tra le proprie attribuzioni:
- Gestisce la pubblica amministrazione e garantisce l'applicazione delle leggi da parte degli organi sotto il suo controllo.
- Inizia progetti di legge e li trasmette al Parlamento per dibattito e adozione.
- Elabora i progetti di legge sul bilancio dello Stato.
- Approva strategie e metodologie per lo sviluppo economico.
- Realizza politiche in campo sociale sulla base del programma di Governo.
- Assicura la salvaguardia dell'ordine pubblico e dei diritti dei cittadini.
- Esegue misure per la difesa nazionale e sovvenziona le forze armate.
- Realizza la politica estera della Romania.
- Negozia i trattati internazionali.
- Amministra il patrimonio dello Stato.
- Sentito il parere della Corte dei conti istituisce organi specializzati in suo subordine.
- Presenta informazioni e documenti alle camere[13].
- Emana atti normativi nei limiti delle deleghe riconosciute dal Parlamento[14].
- Nomina i prefetti[15].

Il Governo ha il potere di annullare gli atti amministrativi emessi dagli enti in suo subordine, nonché quelli dei prefetti.

### Sedute
Le sedute del Governo sono convocate e presiedute dal primo ministro. Fanno eccezione i casi, previsti dalla Costituzione, cui prende parte il Presidente della Romania. Il capo di Stato può partecipare alle sedute del Governo su problemi di interesse nazionale e riguardanti la politica estera, la difesa e l'ordine pubblico. Su altri argomenti può partecipare solamente su richiesta del primo ministro.
Il gabinetto si riunisce settimanalmente per discutere questioni di politica interna ed esterna o aspetti generali di gestione della pubblica amministrazione. L'agenda di lavoro del Governo si compone di due parti e tra i punti comprende l'elaborazione di progetti di atti normativi, rapporti, note, memorandum, posizioni, linee politiche, circolari e altri documenti.
Il processo decisionale tramite il quale il Governo adotta i progetti per le politiche pubbliche o gli atti normativi avviene in due fasi, che consistono in una riunione preliminare in cui i ministri stabiliscono le misure di coordinamento e consulenza, e in una seduta di Governo che ne delibera l'approvazione o il respingimento.

### Controllo parlamentare
Il Governo è politicamente responsabile di fronte al Parlamento che, oltre ad avere il potere di concedere e ritirare la fiducia all'esecutivo, è il suo organo principale di controllo.
Le camere, infatti, possono ricorrere ad interrogazioni e interpellanze rivolte ai membri del Governo per ottenere precisazioni o spiegazioni. Deputati e senatori hanno il diritto di chiedere informazioni o documenti agli organi di Stato e questi hanno l'obbligo di fornirle tramite l'intermediazione dei presidenti delle due camere.
I membri del Governo hanno accesso ai lavori del Parlamento e, se espressamente richiesto dalle camere, la loro presenza in aula è obbligatoria.

### Atti del Governo
Il Governo adotta due tipi di atti normativi:
- Decisioni (Hotărâri)
Vengono emanate per regolamentare le disposizioni necessarie per l'applicazione delle leggi.
- Ordinanze (Ordonanțe)
Possono essere:

- Ordinanze semplici, vengono emanate sulla base di speciali leggi adottate dal Parlamento, che delegano il Governo a legiferare su specifici campi in un determinato arco temporale. Se specificato, dopo l'emanazione le ordinanze del Governo possono essere soggette ad un'ulteriore approvazione da parte del Parlamento.
- Ordinanze d'urgenza, emanate solamente in situazioni straordinarie la cui regolamentazione non può essere rinviata. Entrano in vigore immediatamente dopo la trasmissione in Parlamento, che per dibattito e votazione agisce in procedura d'urgenza, anche se l'ordinanza è già stata pubblicata in Gazzetta Ufficiale (Monitorul Oficial). Per l'adozione vengono equiparate alle leggi organiche e hanno bisogno del voto della maggioranza del numero totale dei membri di ogni camera.

Sia le ordinanze semplici per le quali sia prevista l'approvazione parlamentare prima dell'entrata in vigore, sia le ordinanze d'urgenza che vengono dibattute dopo la loro emanazione, vengono ratificate dal Parlamento tramite legge. Se prima del dibattimento parlamentare le ordinanze hanno prodotto effetti giuridici, le camere adottano anche le misure necessarie per la loro regolamentazione.
Decisioni e ordinanze possono essere adottate in presenza della maggioranza dei membri del Governo. In caso di mancanza di consenso, la decisione finale viene presa dal primo ministro.
Gli atti del Governo vengono firmati dal primo ministro e dai ministri che per campo di competenza hanno l'obbligo di applicarli.

### Nomina e mandato
Il Presidente della Romania designa il candidato alla funzione di primo ministro, previa consultazione con il partito che detiene la maggioranza assoluta in Parlamento, o con le delegazioni di tutti i partiti parlamentari nel caso in cui non esista una situazione di maggioranza politica. Entro dieci giorni dalla designazione, il candidato a primo ministro chiede al Parlamento riunito in seduta congiunta l'approvazione del suo programma di governo e della lista dei ministri da lui scelti. È necessario il voto favorevole della maggioranza dei deputati e dei senatori.
L'art. 89 del testo costituzionale prevede che nel caso in cui nessun primo ministro designato riesca ad ottenere un voto d'investitura parlamentare nell'arco di sessanta giorni, contati a partire dal primo voto di bocciatura, il Presidente della Romania abbia facoltà di sciogliere le camere, sentito il parere dei presidenti di Camera dei deputati e Senato e dei leader dei gruppi parlamentari. Non trattandosi di un obbligo, superati i sessanta giorni il capo di Stato può decidere anche di sottoporre al Parlamento ulteriori proposte per il ruolo di premier. Per attivare l'art. 89 è necessario che il Parlamento abbia respinto almeno due proposte di primo ministro.
I membri del Governo investito dal Parlamento, quindi, prestano individualmente giuramento di fronte al Presidente della Romania. Il Governo entra in carica dalla data del giuramento.
Possono essere nominati membri del Governo cittadini rumeni che godono del diritto di voto, che non hanno subito condanne per reati costituenti fatto penale e che non si trovino in una situazione di incompatibilità. Ai sensi dell'art. 105 della Costituzione il ruolo di membro del Governo è incompatibile con l'esercizio di incarichi in società commerciali e con ogni altra funzione pubblica d'autorità, ad eccezione di quelle di deputato o senatore. L'identificazione di altre situazioni di incompatibilità è demandata alle leggi organiche, come la Legge 161/2003.
Il mandato si esaurisce alla convalida del risultato delle successive elezioni parlamentari, nonché in caso di dimissioni o sfiducia. Il Governo decade anche nei casi di perdita del diritto di voto, stato di incompatibilità o morte del primo ministro. Il Governo dimissionario rimane in carica fino al giuramento del nuovo esecutivo. In tale periodo può realizzare solamente gli atti necessari all'ordinaria amministrazione, non può emanare ordinanze o iniziare progetti di legge.

### Revoca dei singoli membri
La funzione di membro del Governo si interrompe in seguito a dimissioni, revoca, perdita del diritto di voto, situazioni di incompatibilità o morte.
Il primo ministro propone al Presidente della Romania nomina e revoca dei suoi ministri. Nel caso in cui le proposte di rimpasto formulate dal premier modifichino la struttura del Governo o la sua composizione politica, questi ha l'obbligo di presentarsi in Parlamento per la fiducia.
Il Presidente della Romania e il Parlamento, inoltre, sono gli unici organi autorizzati a chiedere l'avvio di procedure penali contro i membri del Governo per fatti commessi nell'esercizio dell'ufficio ministeriale. In tal caso il Presidente della Romania può anche disporre la sospensione dei ministri indagati. Il tribunale competente è quello dell'Alta corte di cassazione e giustizia. La Legge 115 del 28 giugno 1999 specifica i casi in cui i membri del Governo rispondono penalmente dei fatti commessi nell'esercizio delle loro funzioni, stabilendone le pene e le procedure.
Qualora una posizione di ministro dovesse essere vacante o il titolare temporaneamente impossibilitato ad esercitarla, questa può essere rivestita ad interim per un periodo massimo di 45 giorni, fino all'indicazione di un nuovo membro. La proposta viene fatta dal primo ministro e la nomina finalizzata dal Presidente della Romania. Le previsioni riguardanti il periodo ad interim si applicano anche al primo ministro. In questo caso il premier ad interim viene designato dal Presidente, che per tale ruolo indica in modo provvisorio uno degli altri ministri facenti parte della squadra di Governo, fino alla designazione di un titolare incaricato di formare il nuovo Governo. Il Presidente della Romania non può revocare il primo ministro, che è responsabile politicamente solo di fronte al Parlamento.

### Sfiducia
Le mozioni di sfiducia (Moțiuni de cenzură) rappresentano la procedura tramite la quale il Parlamento può revocare la fiducia concessa al Governo e sono adottate con il voto della maggioranza del totale dei deputati e dei senatori. Possono essere proposte da almeno un quarto del numero totale dei parlamentari. La mozione è dibattuta in seduta congiunta tre giorni dopo la sua presentazione. Se approvata, il Governo è obbligato alle dimissioni. Se respinta, i firmatari della mozione non possono presentarne un'altra nel corso della stessa sessione parlamentare, a meno che il Governo non metta la fiducia su un programma, una dichiarazione o una legge.
Il processo tramite il quale il Governo mette la fiducia (Angajarea răspunderii Guvernului) è descritto dall'art. 114 della Costituzione. In tal modo l'esecutivo richiede al Parlamento di accettare un proprio programma, dichiarazione o progetto di legge. A partire dalla data di iniziazione della procedura da parte del Governo, deputati e senatori hanno tre giorni per presentare una mozione di sfiducia, che viene dibattuta e votata in seduta congiunta. Nel caso in cui nessuna mozione sia presentata, o la mozione sia respinta, il progetto del Governo si considera adottato. Il Presidente della Romania ha facoltà di chiedere di riesaminare la legge. In tal caso il dibattimento parlamentare avviene in seduta congiunta.

## Composizione
Il Governo è composto dal primo ministro e dai suoi ministri. Possono far parte del gabinetto anche altre figure, nella fattispecie vice primi ministri, ministri di Stato e ministri con delega, che hanno compiti speciali affidati dal primo ministro e sono inclusi nella lista dei membri del Governo presentata in Parlamento per il voto d'investitura. Nel quadro dei ministeri e dell'apparato di Governo sono previsti anche i titoli di segretario e sottosegretario di Stato, che svolgono funzioni dirigenziali delegate.

### Primo ministro
Il primo ministro guida e rappresenta il Governo nei rapporti con le altre istituzioni e si occupa del coordinamento delle attività dei suoi membri, nel rispetto delle loro attribuzioni. Ha la possibilità di nominare e revocare il segretario generale del Governo, segretari e sottosegretari di Stato e altri membri che fanno parte dell'apparato di Governo, fatta esclusione dei ministri.
Riveste il ruolo di vicepresidente del Consiglio Supremo di Difesa del Paese.
Ha la responsabilità di presentare alla Camera dei deputati e al Senato rapporti e dichiarazioni riguardanti la politica del Governo. In sua sostituzione per rispondere a interrogazioni e interpellanze parlamentari può indicare un altro membro del Governo.

### Ministri
I ministeri sono organizzati in subordine al Governo. La legge 90/2001 li definisce «Organi specializzati della pubblica amministrazione centrale che realizzano la politica governativa nei loro domini d'attività». La creazione o la soppressione dei ministeri può essere richiesta dal primo ministro tramite ristrutturazione del Governo. Altri enti e agenzie specializzati dipendenti dai ministeri possono essere istituiti sentito il parere della Corte dei conti.
Ogni ministero è guidato da un ministro, che dispone di un gabinetto proprio, e che rappresenta il proprio ministero nei rapporti con le altre istituzioni pubbliche, i cittadini e le autorità giudiziarie. Un ministro può essere coadiuvato da uno o più segretari di Stato, che esercitano le attribuzioni loro delegate. I ministri hanno il compito di organizzare, coordinare e verificare la corretta applicazione delle leggi e degli atti emanati dal governo. Tra le loro altre attribuzioni rientrano l'elaborazione di progetti di legge, la realizzazione della strategia di Governo nel rispettivo dominio d'attività e la negoziazione di accordi internazionali nei limiti del proprio campo di competenza.
In seno al Governo il primo ministro può indicare alcuni ministri con il titolo di "ministro di Stato". Il loro ruolo, sotto la diretta supervisione del primo ministro, è quello di coordinare le azioni necessarie per la realizzazione degli obiettivi di un determinato campo d'attività del programma di Governo. Per tale motivo collaborano con altri ministeri, che rispondono dell'attuazione del programma nei rispettivi campi. Un ulteriore tipologia è quella del ministro delegato che, pur senza essere a capo di una struttura con rango ministeriale, è responsabile di speciali compiti affidati direttamente dal primo ministro. Il primo ministro ha anche la possibilità di designare ministri senza portafoglio.

### Apparato di Governo
Per svolgere i propri compiti il Governo dispone di una serie di uffici sotto il suo controllo. Il Governo, infatti, in suo subordine può istituire altri dipartimenti con attribuzioni specifiche condotti da un segretario di Stato.

#### Segretariato generale del Governo
Il Segretariato generale del Governo (Secretariatul General al Guvernului) è sottoposto al primo ministro. Il segretario generale, che ha rango di ministro, è coadiuvato da uno o due segretari generali aggiunti, con rango di segretario di Stato. Tutti i membri sono nominati e revocati su decisione del primo ministro. Il Segretariato generale gestisce il bilancio dell'intero apparato di Governo e delle istituzioni in diretto subordine al Governo, al primo ministro o al Segretariato generale del Governo.
L'organo lavora per assicurare il corretto svolgimento delle operazioni tecniche relative alle attività di Governo, risolvendo i problemi organizzativi, giuridici ed economici. Gode del diritto di iniziativa legislativa per gli ambiti che ricadono sotto il suo controllo. Il Segretariato generale, inoltre, rappresenta il Governo e il primo ministro in sede processuale e giuridica.

#### Cancelleria del primo ministro
La Cancelleria del primo ministro (Cancelaria Prim-ministrului) è organizzata in subordine al premier. È condotta dal capo della cancelleria, funzionario con rango di ministro, che è nominato e revocato su decisione del primo ministro. Anche gli altri membri della Cancelleria, che hanno il titolo di segretario o consigliere di Stato, dipendono dalla nomina del premier. I compiti e l'organizzazione della Cancelleria possono variare e sono definiti da una decisione del primo ministro.
È resa possibilità di disporre di un proprio apparato di lavoro in suo subordine anche al vice primo ministro. Questo può essere composto da più segretari o sottosegretari di Stato, nominati e revocati dal primo ministro su proposta del vice primo ministro.

#### Dipartimento per la lotta antifrode
Il Dipartimento per la lotta antifrode (Departamentul pentru Lupta Antifraudă, DLAF) è coordinato dal primo ministro. Il capo del DLAF ha il rango di segretario di Stato ed è nominato dal primo ministro per un periodo di cinque anni. Dispone, inoltre, di un bilancio proprio.
Il Dipartimento è l'ente di contatto con l'Ufficio europeo per la lotta antifrode e gestisce gli obblighi della Romania riguardanti la protezione degli interessi finanziari dell'Unione europea, secondo le disposizioni dell'art. 325 del Trattato di Lisbona. Il Dipartimento ha funzioni di controllo sull'ottenimento e l'utilizzo dei fondi europei.

#### Corpo di controllo del primo ministro
Il Corpo di controllo del primo ministro (Corpul de control al prim-ministrului) è condotto da un segretario di Stato, nominato e revocato su decisione del primo ministro. L'organo verifica l'attività dei ministeri e dei loro servizi pubblici decentrati, delle istituzioni pubbliche subordinate al Governo, degli uffici, delle commissioni, delle società a partecipazione statale, delle società commerciali e delle istituzioni finanziarie con capitale di maggioranza di proprietà dello Stato. Ha competenza, inoltre, sul controllo delle istituzioni pubbliche in subordine alla pubblica amministrazione locale, nel rispetto delle previsioni riguardanti l'autonomia locale

#### Dipartimento per le relazioni interetniche
Il Dipartimento per le relazioni interetniche (Departamentul pentru Relații Interetnice) è istituito in subordine al primo ministro ed è coordinato dal Segretariato generale. È condotto da un segretario di Stato, coadiuvato da due sottosegretari di Stato, tutti nominati e revocati dal primo ministro. Il suo compito principale è quello di porre in pratica le politiche riguardanti le relazioni interetniche stabilite nel programma di Governo.

### Prefetture
Per ognuno dei 41 distretti della Romania e per il municipio di Bucarest, a livello locale il Governo è rappresentato da un prefetto. È nominato dal Governo e risponde a livello amministrativo-territoriale dell'applicazione delle politiche decretate dell'esecutivo.
Il prefetto guida i servizi pubblici decentrati del Governo ed esercita funzioni di controllo sulla legalità degli atti amministrativi emanati dai consigli locali, dai sindaci, dai consigli distrettuali e dai presidenti dei consigli distrettuali. Il prefetto può rivolgersi alla giustizia amministrativa contro gli atti che considera illegali. Tra il prefetto e le altre autorità amministrative locali non esistono rapporti di subordine.

## Sede
Progettato da Duiliu Marcu, il Palazzo Victoria di Bucarest fu costruito tra il 1937 e il 1944 per servire da sede del ministero degli esteri. Danneggiato dai bombardamenti del 1944 i lavori furono poi ripresi e completati nel 1952.
In periodo comunista l'edificio fu utilizzato dal ministero degli esteri e dal Consiglio dei ministri. Nel 1990 fu riconvertito in sede del Governo della Romania.